# Petřiny metróállomás
Petřiny egy metróállomás Prágában a prágai A metró vonalán.

## Szomszédos állomások
A metróállomáshoz az alábbi állomások vannak a legközelebb:
- Nádraží Veleslavín (Depo Hostivař)
- Nemocnice Motol (Nemocnice Motol)

## Átszállási kapcsolatok
| A (Nemocnice Motol ↔ Depo Hostivař) |                                                  |                         |
| Állomás                             | Átszállási kapcsolatok                           | Fontosabb létesítmények |
| Petřiny                             | 108, 164, 168, 191, 260, 910 1, 2, 7, 91, 93, 96 |                         |